# Charles Lagus
Charles Lagus (* 8. září 1928 Praha, Československo) je český fotograf a filmař. Lagus byl prvním kameramanem angažovaným BBC k natáčení záběrů z přírodní historie a pracoval s Davidem Attenboroughem na jeho rané sérii Zoo Quest v roce 1954.

## Život a kariéra
Lagusova kariéra filmaře začala v roce 1946, kdy přešel ze studia medicíny na fotografii, a začal vytvářet lékařské a vědecké výzkumné filmy pro Imperial Chemical Industries (ICI).
V roce 1954, ve věku 26 let, odvedl svou první práci pro BBC na seriálu Zoo Quest Davida Attenborougha v Sierra Leone který zahájil jeho kariéru. Lagus nakonec pracoval na většině epizod seriálu, a v roce 1957 také pracoval v Austrálii na snímku Petera Scotta Faraway Look. V roce 1959 režíroval dokument Kariba o pokusech o záchranu zvířat při stavbě a zaplavení přehrady Kariba. Lagus také napsal knihu o tématu s názvem Operation Noah (Operace Noe). 
Mezi další programy v oblasti přírody, na kterých Lagus pracoval, patřila v roce 1976 Lure of the Dolphin z televize Anglia Television, BBC Animal Magic a Nature Watch od ITV. Pracoval také na dalších výstavách, včetně Z-Cars (1964) a Jane Eyre (1963).
V letech 1982 až 1989 působil jako lektor na Národní filmové a televizní škole a v roce 1984 byl zvolen za člena Britské společnosti kameramanů (BSC). V roce 1986 získal Lagus cenu „Lifetime Achievement Panda“ za zásluhy o natáčení divoce žijících zvířat na filmovém festivalu Wildscreen v Bristolu ve Velké Británii. 
Nyní žije na Mauriciu.